# Championnat du Luxembourg de football 2015-2016
Navigation
Saison précédente Saison suivante
La saison 2015-2016 de Division nationale est la cent-deuxième édition de la première division luxembourgeoise. Les quatorze clubs participants au championnat sont confrontés à deux reprises aux treize autres. En fin de saison, les deux derniers du classement sont relégués et remplacés par les deux premiers de deuxième division. Un barrage de promotion-relégation oppose le 12e de Division Nationale au 3e de Division d'Honneur.
C'est le F91 Dudelange qui remporte la compétition cette saison après avoir terminé en tête du classement final, ne devançant le tenant du titre, le Fola Esch qu'à la différence de buts. C'est le douzième titre de champion du Luxembourg de l'histoire du club, qui réussit même le doublé en s'imposant face à l'US Mondorf-les-Bains en finale de la Coupe du Luxembourg.

## Les 14 clubs participants
| Club                                   | Stade                        | Capacité | Ville             |
| -------------------------------------- | ---------------------------- | -------- | ----------------- |
| UNA Strassen promu de D2               | Complexe Sportif Jean Wirtz  | 2 000    | Strassen          |
| F91 Dudelange                          | Stade Jos Nosbaum            | 4 650    | Dudelange         |
| AS Jeunesse d'Esch                     | Stade de la Frontière        | 5 400    | Esch-sur-Alzette  |
| RM Hamm Benfica promu de D2            | Stade du Cents               | 2 800    | Luxembourg        |
| CS Grevenmacher                        | Op Flohr Stadion             | 4 000    | Grevenmacher      |
| FC Wiltz 71                            | Stade Géitz                  | 2 000    | Wiltz             |
| Victoria Rosport                       | VictoriArena                 | 2 500    | Rosport           |
| Football Club Differdange 03           | Stade du Thillenberg         | 6 000    | Differdange       |
| CS Fola Esch                           | Stade Émile-Mayrisch         | 3 900    | Esch-sur-Alzette  |
| FC Etzella Ettelbruck                  | Stade Am Deich               | 2 020    | Ettelbruck        |
| FC Progrès Niederkorn                  | Stade Jos Haupert            | 2 800    | Differdange       |
| Racing FC Union Luxembourg promu de D2 | Stade Achille-Hammerel       | 5 900    | Luxembourg        |
| US Mondorf-les-Bains                   | Stade John Grün              | 3 600    | Mondorf-les-Bains |
| US Rumelange                           | Stade municipal de Rumelange | 3 000    | Rumelange         |

## Compétition

### Classement
Le classement est établi sur le barème de points classique (victoire à 3 points, match nul à 1, défaite à 0).
Pour départager les égalités, on tient d'abord compte de la différence de buts générale, puis du nombre de buts marqués, puis des confrontations directes et enfin si la qualification ou la relégation est en jeu, les deux équipes jouent une rencontre d'appui sur terrain neutre.
| Rang | Équipe                      | Pts | J  | G  | N | P  | Bp | Bc | Diff |
| ---- | --------------------------- | --- | -- | -- | - | -- | -- | -- | ---- |
| 1    | F91 DudelangeC              | 62  | 26 | 19 | 5 | 2  | 65 | 21 | +44  |
| 2    | CS Fola EschT               | 62  | 26 | 19 | 5 | 2  | 61 | 23 | +38  |
| 3    | FC Differdange 03           | 55  | 26 | 17 | 4 | 5  | 63 | 32 | +31  |
| 4    | AS Jeunesse d'Esch          | 46  | 26 | 13 | 7 | 6  | 48 | 30 | +18  |
| 5    | UNA StrassenP               | 38  | 26 | 11 | 5 | 10 | 50 | 50 | 0    |
| 6    | FC Progrès Niederkorn       | 36  | 26 | 10 | 6 | 10 | 41 | 30 | +11  |
| 7    | US Mondorf-les-Bains        | 36  | 26 | 10 | 6 | 10 | 36 | 34 | +2   |
| 8    | Racing FC Union LuxembourgP | 35  | 26 | 10 | 5 | 11 | 45 | 54 | -9   |
| 9    | RM Hamm BenficaP            | 34  | 26 | 9  | 7 | 10 | 52 | 49 | +3   |
| 10   | US Rumelange                | 28  | 26 | 8  | 4 | 14 | 38 | 52 | -14  |
| 11   | Victoria Rosport            | 26  | 26 | 7  | 5 | 14 | 46 | 49 | -3   |
| 12   | FC Wiltz 71                 | 21  | 26 | 5  | 6 | 15 | 22 | 60 | -38  |
| 13   | FC Etzella Ettelbruck       | 17  | 26 | 4  | 5 | 17 | 25 | 70 | -45  |
| 14   | CS Grevenmacher             | 13  | 26 | 3  | 4 | 19 | 15 | 53 | -38  |

| Légende : Qualifications et relégations | Légende : Qualifications et relégations                                                      |
| --------------------------------------- | -------------------------------------------------------------------------------------------- |
|                                         | Ligue des champions 2016-2017 (2e tour de qualification)                                     |
|                                         | Ligue Europa 2016-2017 (1er tour de qualification)                                           |
|                                         | Qualification pour le barrage de relégation en Promotion d'honneur                           |
|                                         | Relégation en Promotion d'honneur                                                            |
|                                         | T : Tenant du titre 2014-2015 P : Promu en 2015-2016 C : Vainqueur de la Coupe du Luxembourg |

### Résultats
| Résultats (▼dom., ►ext.)   | DIF | ETZ | DUD | FOL | GRE | JEU | MON | PRO | RAC | RMH | RUM | UNA | VIC | WIL |
| FC Differdange 03          |     | 2-1 | 2-2 | 0-3 | 4-0 | 3-0 | 1-0 | 1-0 | 6-0 | 4-1 | 3-0 | 2-0 | 2-1 | 5-0 |
| FC Etzella Ettelbruck      | 2-3 |     | 0-5 | 0-4 | 2-2 | 0-1 | 2-1 | 0-2 | 2-4 | 0-4 | 1-0 | 2-6 | 1-5 | 1-1 |
| F91 Dudelange              | 0-1 | 6-0 |     | 2-0 | 2-0 | 1-0 | 3-0 | 2-1 | 4-2 | 2-1 | 4-3 | 1-0 | 7-1 | 1-1 |
| CS Fola Esch               | 4-2 | 3-1 | 3-1 |     | 3-0 | 4-1 | 2-1 | 1-1 | 1-0 | 3-1 | 3-1 | 3-1 | 2-0 | 5-0 |
| CS Grevenmacher            | 0-5 | 0-2 | 0-1 | 0-2 |     | 0-2 | 0-0 | 0-0 | 0-3 | 0-1 | 1-1 | 3-0 | 0-2 | 0-2 |
| AS Jeunesse d'Esch         | 1-1 | 6-0 | 1-2 | 1-1 | 1-0 |     | 0-2 | 0-0 | 5-0 | 6-4 | 1-0 | 4-3 | 1-1 | 2-0 |
| US Mondorf-les-Bains       | 2-2 | 1-1 | 0-0 | 0-0 | 5-1 | 1-2 |     | 2-1 | 1-3 | 2-1 | 0-3 | 1-1 | 3-2 | 4-2 |
| FC Progrès Niederkorn      | 0-1 | 4-0 | 0-3 | 0-1 | 1-2 | 0-2 | 0-1 |     | 2-1 | 2-0 | 2-0 | 4-2 | 2-1 | 4-1 |
| Racing FC Union Luxembourg | 1-1 | 2-1 | 0-2 | 2-2 | 2-1 | 0-0 | 2-1 | 2-2 |     | 1-4 | 2-3 | 1-2 | 0-4 | 4-0 |
| RM Hamm Benfica            | 4-2 | 2-2 | 0-0 | 2-3 | 3-0 | 2-2 | 3-1 | 2-2 | 3-3 |     | 1-4 | 4-0 | 2-3 | 0-0 |
| US Rumelange               | 4-1 | 1-0 | 2-4 | 1-3 | 2-1 | 1-1 | 0-2 | 0-4 | 2-4 | 2-5 |     | 1-2 | 1-1 | 1-1 |
| UNA Strassen               | 1-4 | 2-0 | 2-2 | 4-2 | 4-1 | 2-1 | 2-1 | 1-1 | 1-2 | 0-0 | 5-3 |     | 4-3 | 3-1 |
| Victoria Rosport           | 2-3 | 1-2 | 1-2 | 1-1 | 0-1 | 1-2 | 0-3 | 1-4 | 4-2 | 5-1 | 0-1 | 2-2 |     | 0-0 |
| FC Wiltz 71                | 3-2 | 2-2 | 0-6 | 0-2 | 3-2 | 1-5 | 0-1 | 3-2 | 0-2 | 0-1 | 0-1 | 1-0 | 0-4 |     |

### Barrage
Le club ayant terminé 12e de Division Nationale joue sa place parmi l'élite face au 3e de Promotion d'Honneur, lors d'un match disputé sur terrain neutre.
| Équipe 1    | Résultat | Équipe 2                |
| ----------- | -------- | ----------------------- |
| FC Wiltz 71 | 0 - 1    | (D2) FC Jeunesse Canach |

- Le FC Jeunesse Canach prend la place du FC Wiltz 71 en Division Nationale.

## Bilan de la saison
| Championnat du Luxembourg de football 2015-2016 |                           |
| Champion                                        | F91 Dudelange (12e titre) |
| Coupes et trophées                              |                           |
| Vainqueur de la Coupe du Luxembourg 2015-2016   | F91 Dudelange             |
| Qualifications continentales                    |                           |
| Ligue des champions de l'UEFA 2016-2017         | F91 Dudelange             |
| Ligue Europa 2016-2017                          | CS Fola Esch              |
| Ligue Europa 2016-2017                          | FC Differdange 03         |
| Ligue Europa 2016-2017                          | AS Jeunesse d'Esch        |
| Promotions et relégations                       |                           |
| Promus en Division nationale                    | UN Käerjéng 97            |
| Promus en Division nationale                    | Union Titus Pétange       |
| Promus en Division nationale                    | FC Jeunesse Canach        |
| Relégués en Promotion d'honneur                 | FC Etzella Ettelbruck     |
| Relégués en Promotion d'honneur                 | CS Grevenmacher           |
| Relégués en Promotion d'honneur                 | FC Wiltz 71               |